# Gleisdreieck (métro de Berlin)
Gleisdreieck [ɡlaɪ̯sˈdʁaɪ̯ˌʔɛk] est une station des lignes 1, 2 et 3 du métro de Berlin, située dans le quartier de Kreuzberg.

## Situation
Sur les lignes 1 et 3, la station est située entre Kurfürstenstraße à l'ouest, en direction de Uhlandstraße (ligne 1) ou Krumme Lanke (ligne 3) et Möckernbrücke à l'est, en direction de Warschauer Straße.
Sur la ligne 2, elle est située entre Bülowstraße au sud-ouest, en direction de Ruhleben et Mendelssohn-Bartholdy-Park au nord, en direction de Pankow.
La station est entièrement aérienne et est formé de deux niveaux superposés en croix. La station de la ligne 2 comprend un quai central de 103 m de long et est située à 10 m au-dessus du sol en direction nord-sud, parallèle au parc de Gleisdreieck à l'ouest. La station où circulent les lignes 1 et 3 possède un quai central qui s'étend lui sur 110 m en direction est-ouest à 15 m au-dessus du sol.

## Histoire

### Origine

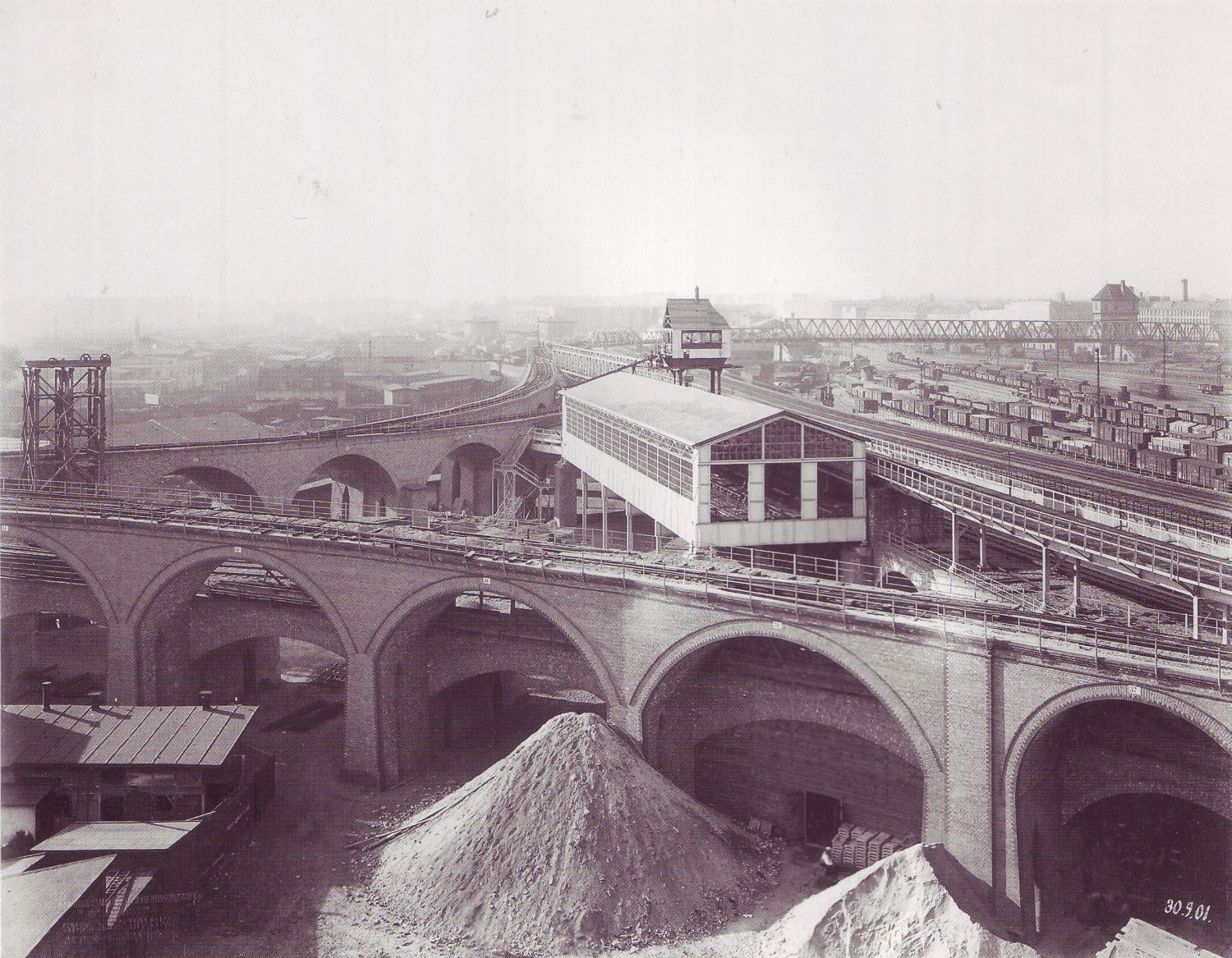
La jonction triangulaire originelle en 1901

La gare est construite à l'emplacement de l'ancienne gare de Dresde démolie après sa fermeture en 1882. Aujourd'hui le nom Gleisdreieck qui signifie « jonction ferroviaire triangulaire » ne caractérise plus la station, qui est désormais le croisement de deux lignes. Ça n'a été le cas que pendant les dix premières années, de 1902 à 1912, pendant lesquelles les voies formaient effectivement une jonction triangulaire. Les travaux pour transformer la station étaient déjà prévus à partir de 1907, avant d'être abandonnés.

### Accident de 1908

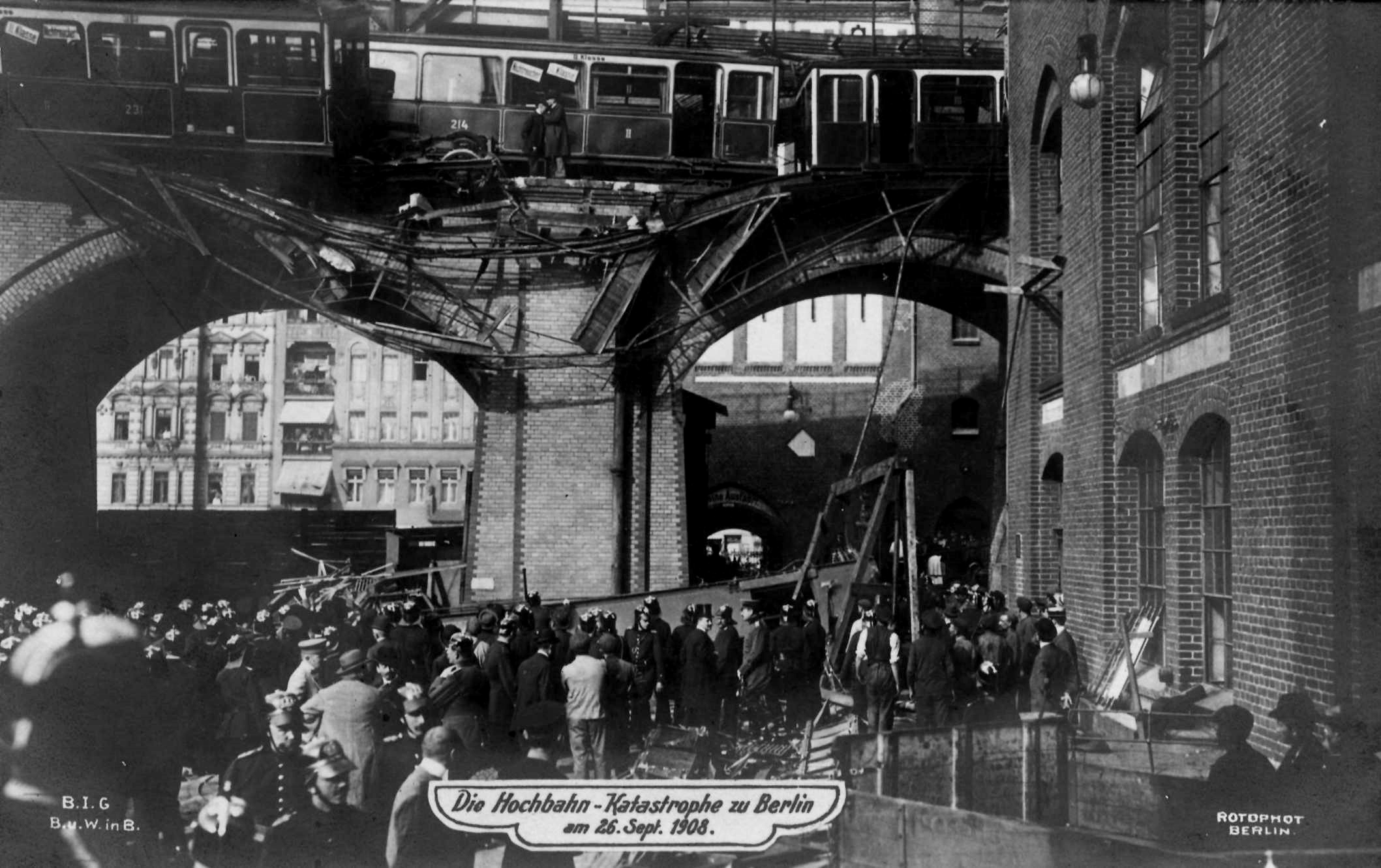
La voiture accidentée tombée sur la place.

Le 26 septembre 1908, deux rames de métro convergent vers Gleisdreieck. Le premier en provenance de Leipziger Platz au nord (l'actuelle station Potsdamer Platz) et le second en provenance de Bülowstraße à l'ouest. Les deux rames s'engagent au même moment dans la jonction en direction de Möckernbrücke vers l'est, alors que les feux de signalisation indiquaient que la rame de Leipziger Platz devait céder le passage.
Les deux rames se prennent en écharpe. Sous le choc, la première voiture de la rame renversée plonge sur la place, huit mètres en contrebas. Le bilan est de 17 morts et 18 blessés graves. Le conducteur de la rame qui avait grillé le feu a été condamné à un an et neuf mois de peine de prison. C'était alors l'accident de plus grande ampleur depuis l'ouverture du métropolitain berlinois.
Un second accident de même nature s'est produit le 17 mai 1911, avec des conséquences moins graves. En été 1912, il est décidé de transformer la bifurcation en croisement. La nouvelle station a été conçue par l'architecte suisse Sepp Kaiser (1872 - 1936).

### Nouvelle station

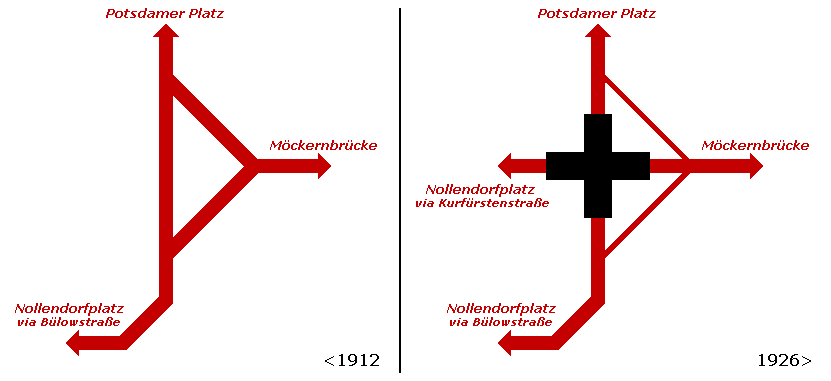
Gleisdreieck avant et après

La nouvelle station Gleisdreieck a été construite courant 1912 / 1913. Elle a été construite en hauteur entre de nombreuses grandes lignes de chemin de fer : la ligne de Berlin à Halle, la ligne de Berlin à Dresde, la ligne de Berlin à Magdebourg et la ligne du Wannsee. Il faut attendre 1926 pour que la station prenne sa forme actuelle à deux étages, empruntés par deux lignes qui circulent en parallèle jusqu(à Nollendorfplatz.

### Partition de Berlin
Après l'édification du Mur de Berlin le 13 août 1961, Gleisdreick devint la station terminus de la ligne A (renommée ligne 2 après 1966) à Berlin-Ouest. Une boucle de rebroussement afin que les rames venant de l'Ouest puissent faire demi-tour avait déjà été aménagée dans cette optique au début des années 1950. À partir du 1er janvier 1972, on juge qu'il n'est plus rentable que la ligne 2 desserve Gleisdreieck sans se poursuivre à travers Berlin-Mitte situé à l'Est et on écourte encore plus la ligne 2 pour qu'elle s'arrête désormais à Wittenbergplatz. La ligne B (aujourd'hui ligne 1) n'a pas cessé de desservir l'étage supérieur de la station, auquel on accédait par l'intermédiaire de l'étage inférieur non utilisé.
Entre 1984 et 1991, le quai inférieur a été le terminus d'un métro à sustentation magnétique, le M-Bahn qui circulait jusqu'à la Kemperplatz.

### Depuis la réunification
Après la chute du mur, le M-Bahn fut abandonné au profit d'un réseau métropolitain renforcé dans toute la ville, et l'étage inférieur de Gleisdreieck servit de nouveau d'arrêt pour la ligne 2 à partir du 13 novembre 1993. Elle circule alors de Ruhleben à Vinetastraße.
De 2009 à 2012, la Berliner Verkehrsbetriebe a procédé à une remise en état des voies, des quais, des escaliers et de la toiture de la station, pour un montant totalisant environ 12 millions d'euros. La remise en état était terminée en septembre 2012. La station est désormais accessible avec la construction d'un premier ascenseur le 30 septembre 2010 et d'un second le 19 avril 2012.
Depuis le 7 mai 2018, la ligne 3 dessert également la station en effectuant le même parcours que la ligne 1 entre Wittenbergplatz et Warschauer Straße.

## Correspondance
Il n'existe aucun autre service de transport en commun à partir de la station.
Dans le projet d'une nouvelle ligne de S-Bahn nord-sud qui circulerait entre les gares de Westhafen et de Schöneberg, Gleisdreieck serait desservie. Cette ligne, la S21, longerait la ligne 2 aux abords de la station et permettrait une correspondance immédiate avec la station de métro.

## À proximité
- Musée allemand des techniques de Berlin
  - Bohnsdorfer Bockwindmühle (moulin chandelier de Bohnsdorf).
  - Holländermühle Foline (moulin hollandais Foline).
- Parc de Gleisdreieck
- Tempodrom

## Gleisdreieck dans la fiction
- En 1936/1937, la Fabrikation deutscher Filme produit le film parlant Gleisdreieck tourné dans les environs de la station[8].

- La station est représentée dans le film de 1961 Le Pain des jeunes années (Das Brot der frühen Jahre) d'Herbert Vesely adapté du roman éponyme d'Heinrich Böll.

- Isabelle Adjani passe dans la station pour y prendre un métro dans le film franco-allemand Possession, réalisé en 1981 par Andrzej Żuławski[9].

- Dans la série télévisée médicale d'ARD Praxis Bülowbogen, un personnage sans domicile fixe, interprété par Klaus Schwarzkopf, est surnommé Gleisdreieck, puisqu'il a élu domicile sur le terrain attenant à la station.

- Dans le film Émile et les détectives (Emil und die Detektive) de Franziska Buch sorti en 2001 d'après le roman éponyme d'Erich Kästner, une scène est jouée sur un quai de la station. On peut facilement repérer la scène dans le film puisque la caméra s'attarde sur le panneau signalétique Gleisdreieck.

- Le clip vidéo d'Udo Lindenberg Sonderzug nach Pankow a été tourné sur le quai supérieur de la station[10]